# 2 Bośniacko-Hercegowiński Pułk Piechoty
Bośniacko-Hercegowiński Pułk Piechoty Nr 2 (niem. Bosnisch-herzegowinisches Infanterieregiment Nr. 2) – pułk piechoty cesarskiej i królewskiej Armii. 
Pułk został utworzony 1 stycznia 1894 roku z połączenia trzech samodzielnych batalionów:
- Bośniacko-Hercegowińskiego Batalionu Piechoty Nr 2 (utworzonego w 1885),
- Bośniacko-Hercegowińskiego Batalionu Piechoty Nr 6 (utworzonego w 1889),
- Bośniacko-Hercegowińskiego Batalionu Piechoty Nr 10 (utworzonego 1892).

Okręg uzupełnień – Banja Luka.
Kolory pułkowe: czerwony (niem. alizarinrot), guziki złote. Skład narodowościowy w 1914 roku 93% – Chorwaci, Serbowie, 7% inni.
W latach 1903–1914 komenda pułku oraz bataliony I, II i IV stacjonowały w Grazu, natomiast III batalion w Banja Luce.
W 1914 roku wszystkie bataliony oprócz III walczyły na froncie wschodnim i wchodziły w skład 11 Brygady Piechoty należącej do 6 Dywizji Piechoty, która wchodziła w skład III Korpusu (2 Armia). III batalion walczył w Serbii w 10 Brygadzie Górskiej należącej do 48 Dywizji Piechoty, która wchodziła w skład XV Korpusu (6 Armia).

## Żołnierze pułku
Komendanci pułku
- płk Lukas Sertić (1900)
- płk Johann von Ljustina (1903–1904)
- płk Siegmund Ritter von Benigni in Müldenberg (1905–1906)
- płk Stephan Kolarevic (1907–1909)
- płk Karl von Blazekovic (1910–1911)
- płk Ernst Kindl (1912–1914)

Oficerowie
- kpt. Aleksander Powroźnicki
- por. rez. Jan Kornaus